# Ehecatl

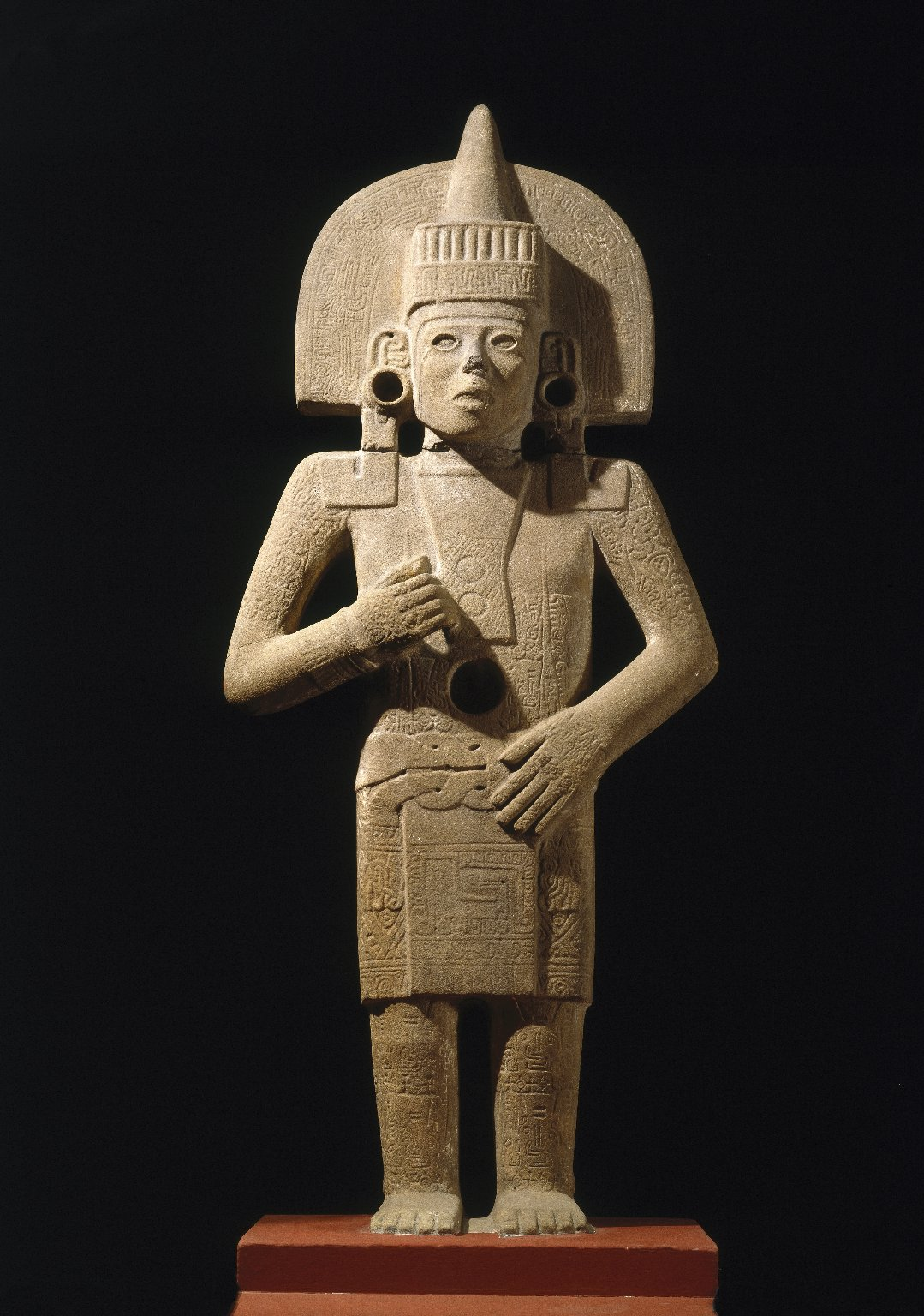
Figurka Ehecatla z Brooklyn Museum w Nowym Jorku

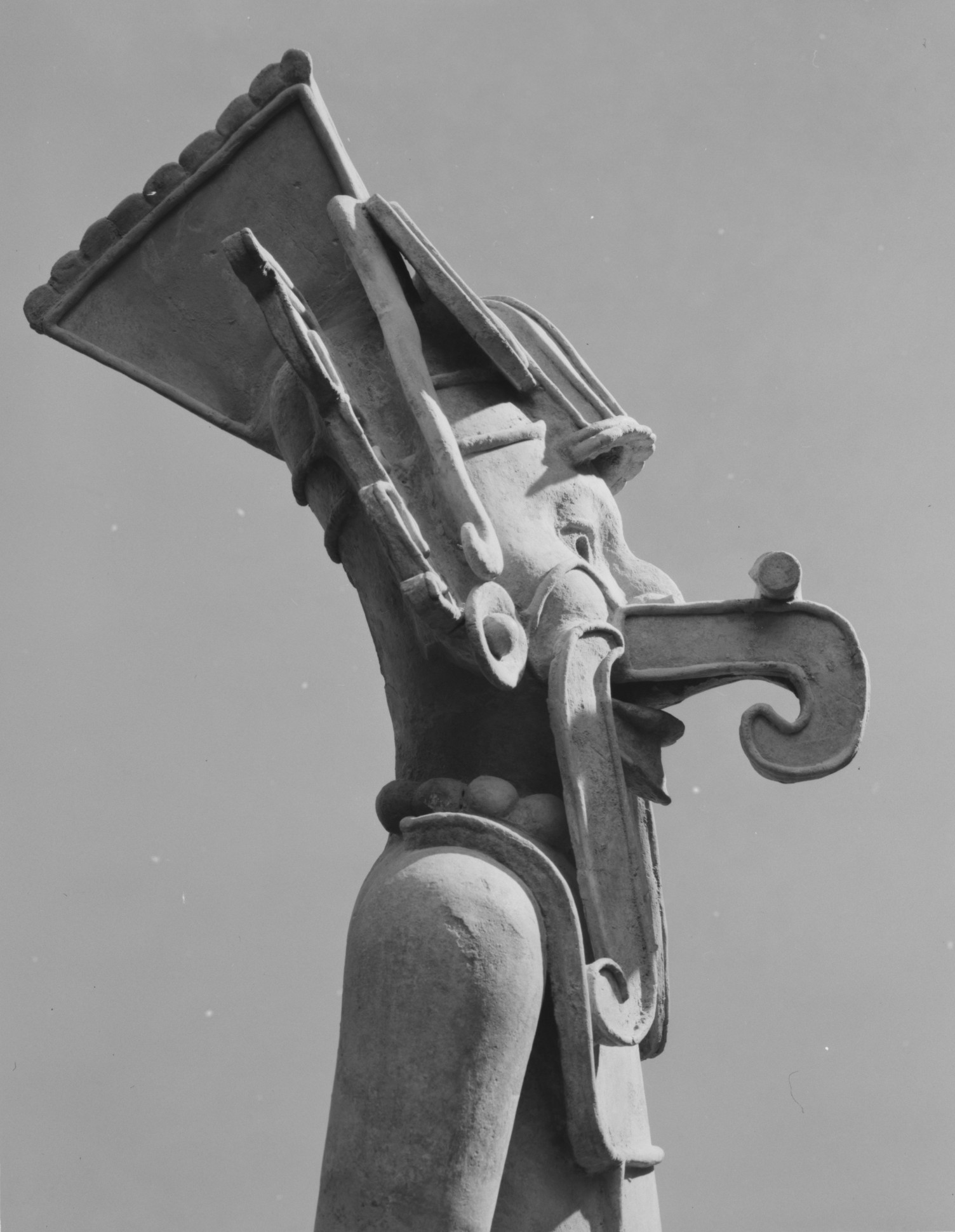
Figurka Ehecatla

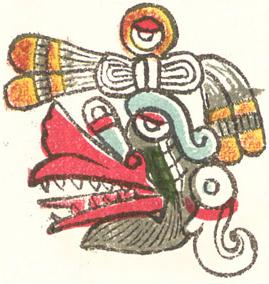
Hieroglif oznaczający Ehecatla

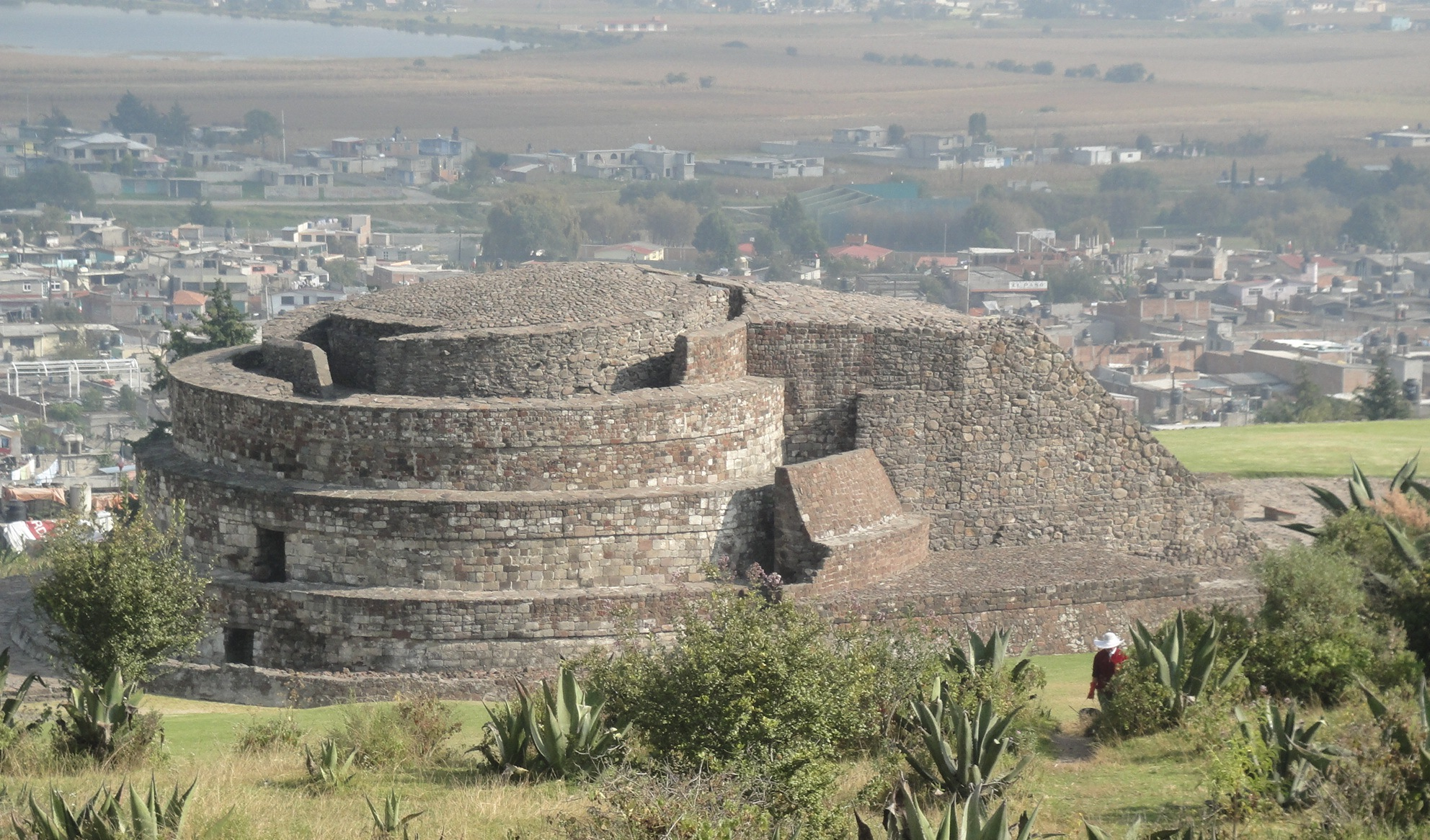
Świątynia Ehecatla w Calixtlahuaca w Dolinie Toluca

Ehécatl (náhuatl: ehēcatl) („Wiatr” lub „Powietrze”) – w mitologii azteckiej bóg wiatru, najczęściej występujący jako emanacja boga Quetzalcoatla.
Uosabiał życiodajne tchnienie zawierające boską esencję, która ożywia ziemię i wszystko co rośnie na jej powierzchni.
Ehecatl najczęściej przedstawiany był w czerwonej masce z dziobem ptaka, z pektorałem w kształcie przeciętej pionowo muszli zwanej „Klejnotem Wiatru”. Maski tego rodzaju do dziś są przywdziewane przez tancerzy podczas lokalnych świąt w Meksyku. Według mitów był synem bogini Tlaltecutli/Tlaltecuhtli, „Pan(i) Ziemi”, która wypluła go wraz z bogiem Tezcatlipoca. Im przypisuje się ostatnie stworzenie świata. Obaj stworzyli niebo o dużej wadze, co spowodowało, że inni bogowie musieli im pomóc, aby unieść je do góry. Gdy już tam zostało umieszczone kilku z nich pozostało, aby je podtrzymywać. Inna wersja mówi, iż wspomnieni bogowie przeistoczyli się w węże i rozdarli Tlaltecuhtli na pół, aby z dwóch części utworzyć nowe niebo i ziemię. Z pozostałych części ciała np. z włosów, powstały drzewa, kwiaty zioła, ze skóry łąki i drobniejsze kwiaty, z nosa – wąwozy i łańcuchy górskie, z ust – rzeki i jaskinie.
Jako Quetzalcoatl-Ehecatl był synem Ometeotl i Tonacacihuatl, którzy zrodzili czterech synów – najważniejszych bogów azteckich. Ehecatlowi był synem drugim i przypisywano mu w kodeksach kolor biały.
Mity związane z Ehecatl:
- Mit o stworzeniu świata;
- Mit o stworzeniu człowieka;
- Mit o stworzeniu alkoholu.